# Santa María de la Alameda
Santa María de la Alameda – miejscowość w Hiszpanii we wspólnocie autonomicznej Madryt, leżąca u południowych stoków gór Sierra de Guadarrama, 70 km od Madrytu. 